# SK Slavia Praha 2017/2018
Tento článek se podrobně zabývá událostmi ve fotbalovém klubu SK Slavia Praha v období sezony 2017/18 a jeho působení v 1. lize, ligovém poháru a evropských pohárech. Slavia v tomto ročníku obhajuje titul z uplynulého ročníku ePojisteni.cz ligy a účast v semifinále MOL Cupu. Slavia díky triumfu v lize nastoupila do mistrovské části 3. předkola Ligy mistrů UEFA, i když jako nenasazený tým. Do nové sezóny tým vstoupil s 26 zápasů dlouhou sérií bez prohry v ligovém zápase. Sezónu klub zakončil druhým místem v 1. lize, kde získal 59 bodů a zaostal tak o sedm bodů před vítěznou Plzní. Po dlouhých 16 letech však Slavia slavila triumf v domácím poháru.

## Klub

### Vlastník
V průběhu předcházející sezony majoritní vlastník klubu CEFC navýšil svůj podíl ve společnosti z 60 % na 99,96 % akcií na úkor předchozího spoluvlastníka Jiřího Šimáněho. Zbývající akcie byly v rukou minoritních podílníků. Ve stejném vlastnickém složení klub vstoupil i do sezony 2017/18.

### Realizační tým
Ve složení realizačního týmu nedošlo oproti předchozímu ročníku ke změnám. Hlavním trenérem zůstal Jaroslav Šilhavý, jeho asistenty Jiří Chytrý a Jan Bauer. Tým brankářských trenérů zůstal ve složení Milan Veselý a Radek Černý. I do této sezony klub vstoupil bez hlavního skauta (po odchodu Jakuba Dovalila v lednu 2016) a sportovního ředitele (po odchodu Josefa Jinocha v srpnu 2016).
Vše se změnilo v prosinci 2017. Z pozice hlavního trenéra byl odvolán Jaroslav Šilhavý a místo něj byl povolán Jindřich Trpišovský z Liberce. Z toho si jako asitenty přivedl Jaroslava Köstla a Zdeňka Houšteckého. Na pozici trenéra brankářů setrval Radek Černý, přidal se k němu nově Štěpán Kolář, vedoucím mužstva zůstal Stanislav Vlček. Sportovním ředitelem se pak stal Jan Nezmar.
| Post                         | Jméno                                                                |
| ---------------------------- | -------------------------------------------------------------------- |
| Hlavní trenér                | Jaroslav Šilhavý (do 19.12.2017) Jindřich Trpišovský (od 22.12.2017) |
| Asistent trenéra             | Jiří Chytrý (do 19.12.2017) Jaroslav Köstl (od 22.12.2017)           |
| Asistent trenéra             | Jan Bauer (do 19.12.2017) Zdeněk Houštecký (od 22.12.2017)           |
| Asistent trenéra             | Pavel Řehák                                                          |
| Trenér brankářů              | Milan Veselý (do 19.12.2017) Štěpán Kolář (od 22.12.2017)            |
| Trenér brankářů              | Radek Černý                                                          |
| Vedoucí mužstva              | Stanislav Vlček                                                      |
| Kondiční trenér              | Pavel Čvančara (do 19.12.2017) Martin Třasák (od 22.12.2017)         |
| Hlavní kustod                | Jiří Šveněk                                                          |
| Klubové vedení               |                                                                      |
| Prezident klubu (PP)         | Jiří Šimáně                                                          |
| Generální ředitel (MPP)      | Martin Krob                                                          |
| Sportovní ředitel            | Jan Nezmar (od 5.12.2017)                                            |
| Manažer mládežnické akademie | Jiří Plíšek                                                          |
| Hlavní Skaut                 |                                                                      |
| Finanční ředitel (ČP)        | Daniel Konrád                                                        |
| Ředitel komunikace           | Michal Býček                                                         |

## Soupiska

### První tým
Aktuální k datu 9. červen 2018.
| Číslo | Pozice | Nár.                | Hráč                   | Datum narození a věk        | Od roku | Cena       | Smlouva do | Předchozí angažmá    | Pozn.  |
| ----- | ------ | ------------------- | ---------------------- | --------------------------- | ------- | ---------- | ---------- | -------------------- | ------ |
| 1     | B      | Česko               | Ondřej Kolář           | 17. října 1994 (30 let)     | 2018    | 25 mil. Kč | 2021       | FC Slovan Liberec    |        |
| 3     | O      | Ukrajina            | Eduard Sobol           | 20. dubna 1995 (29 let)     | 2017    | —          | 2018       | FC Šachťar Doněck    |        |
| 4     | O      | Česko               | Jakub Jugas            | 25. července 1994 (30 let)  | 2017    | 15 mil. Kč | 2020       | FC Fastav Zlín       |        |
| 6     | Z      | Česko               | Jan Sýkora             | 29. prosince 1993 (31 let)  | 2017    | —          |            | FC Slovan Liberec    |        |
| 7     | Z      | Portugalsko         | Danny                  | 7. srpna 1983 (41 let)      | 2017    | —          | 2019       | Zenit Petrohrad      |        |
| 8     | Z      | Česko               | Jaromír Zmrhal         | 2. srpna 1993 (31 let)      | 2012    | ×          | 2020       | Juniorka             |        |
| 9     | Z      | Turkmenistán        | Ruslan Mingazov        | 23. listopadu 1991 (33 let) | 2016    | volný hráč | 2019       | FK Jablonec          |        |
| 10    | Z      | Česko               | Josef Hušbauer         | 19. března 1990 (34 let)    | 2016    | 15 mil. Kč |            | AC Sparta Praha      |        |
| 11    | Ú      | Česko               | Stanislav Tecl         | 1. září 1990 (34 let)       | 2017    | —          | 2020       | FK Jablonec          |        |
| 12    | Z      | Česko               | Pavel Bucha            | 11. března 1998 (26 let)    | 2017    | —          |            | Juniorka             |        |
| 13    | O      | Kamerun             | Michael Ngadeu-Ngadjui | 23. listopadu 1990 (34 let) | 2016    | 500k € †   | 2020       | FC Botoșani          |        |
| 14    | Ú      | Nizozemsko          | Mick van Buren         | 24. srpna 1992 (32 let)     | 2016    | volný hráč | 2019       | Esbjerg fB           |        |
| 15    | O      | Česko               | Ondřej Kúdela          | 26. března 1987 (37 let)    | 2018    | 10 mil. Kč | 2020       | FC Slovan Liberec    |        |
| 17    | Z      | Slovensko           | Miroslav Stoch         | 19. října 1989 (35 let)     | 2017    | 1mil. €    | 2019       | Fenerbahçe SK        |        |
| 18    | O      | Česko               | Jan Bořil              | 11. ledna 1991 (34 let)     | 2016    | —          | 2021       | FK Mladá Boleslav    |        |
| 19    | O      | Pobřeží slonoviny   | Simon Deli             | 27. října 1991 (33 let)     | 2015    | —          | 2020       | AC Sparta Praha      | [ 10 ] |
| 21    | Ú      | Česko               | Milan Škoda            | 16. ledna 1986 (39 let)     | 2012    | zdarma     | 2018       | Bohemians Praha 1905 |        |
| 22    | Z      | Česko               | Tomáš Souček           | 27. února 1995 (29 let)     | 2014    | ×          |            | Juniorka             |        |
| 24    | Ú      | Bosna a Hercegovina | Muris Mešanović        | 6. července 1990 (34 let)   | 2016    | —          | 2019       | FC Vysočina Jihlava  |        |
| 25    | O      | Česko               | Michal Frydrych        | 27. února 1990 (34 let)     | 2015    | 5 mil. Kč  | 2019       | FC Baník Ostrava     | [ 14 ] |
| 26    | Z      | Slovensko           | Jakub Hromada          | 25. května 1996 (28 let)    | 2017    | —          | 2020       | UC Sampdoria         |        |
| 31    | B      | Česko               | Přemysl Kovář          | 14. října 1985 (39 let)     | 2017    | ×          | 2019       | PFK Černo More Varna |        |
| 27    | Ú      | Česko               | Tomáš Necid            | 13. srpna 1989 (35 let)     | 2017    | —          | 2018       | Bursaspor            |        |
| 28    | O      | Česko               | Lukáš Pokorný          | 5. července 1993 (31 let)   | 2018    | 800 tis. € |            | Montpellier HSC      |        |
| 30    | B      | Česko               | Martin Otáhal          | 29. května 1996 (28 let)    | 2018    | ×          |            | Juniorka             |        |
|       | O      | Norsko              | Per-Egil Flo           | 18. ledna 1989 (28 let)     | 2017    | volný hráč | 2019       | Molde FK             |        |

### Změny v kádru v letním přestupovém období 2017
| Přišli do týmu |      |             |                |     |                      |                    |                    |                    |           |
| Číslo          | Poz. | Nár.        | Hráč           | Věk | Odkud přišel         | Do roku            | Typ                | Cena               | Zdroj     |
| 22             | Z    | Česko       | Tomáš Souček   | 22  | FC Slovan Liberec    | návrat z hostování | návrat z hostování | návrat z hostování |           |
| 4              | O    | Česko       | Jakub Jugas    | 25  | FC Fastav Zlín       | 2020               | přestup            | 15 mil. Kč         | idnes.cz  |
| 26             | Z    | Slovensko   | Jakub Hromada  | 21  | UC Sampdoria         | 2020               | přestup            | —                  |           |
| 16             | B    | Česko       | Jan Laštůvka   | 34  | MFK Karviná          | 2019               | přestup            | —                  |           |
| 29             | Z    | Ukrajina    | Ruslan Rotaň   | 35  | Dněpr Dněpropetrovsk | 2018               | volný hráč         | ×                  | tk klubu  |
| 5              | Z    | Turecko     | Halil Altintop | 34  | FC Augsburg          | 2019               | volný hráč         | ×                  | tk klubu  |
| 7              | Z    | Portugalsko | Danny          | 33  | Zenit Petrohrad      | 2019               | volný hráč         | ×                  | tk klubu  |
|                | Z    | Česko       | Daniel Trubač  | 19  | FC Hradec Králové    |                    | přestup            | 10 mil. Kč         | idnes.cz  |
| 3              | O    | Ukrajina    | Eduard Sobol   | 22  | FC Šachťar Doněck    | 2018               | hostování          | ×                  | slavia.cz |
| 17             | Z    | Slovensko   | Miroslav Stoch | 27  | Fenerbahçe SK        | 2019               | přestup            | 1M€                | tk klubu  |
|                | Ú    | Česko       | Tomáš Necid    | 28  | Bursaspor            | 2018               | hostování+         | ×                  | slavia.cz |

| Odešli z týmu |      |                     |                 |     |                      |            |             |           |
| Číslo         | Poz. | Nár.                | Hráč            | Věk | Kam odešel           | Typ        | Cena        | Zdroj     |
| 27            | Z    | Česko               | Antonín Barák   | 22  | Udinese Calcio       | přestup    | 80 mil. Kč  |           |
| 26            | O    | Česko               | Michael Lüftner | 23  | FC Kodaň             | přestup    | 1,5 mil. €  |           |
|               | Z    | Gruzie              | Levan Kenija    | 26  | FC Lokomotiv Tbilisi | volný hráč | ×           | idnes.cz  |
| 1             | B    | Česko               | Jiří Pavlenka   | 22  | Werder Brémy         | přestup    | 100 mil. Kč | tk klubu  |
|               | Z    | Česko               | Daniel Trubač   | 19  | FK Teplice           | hostování  | ×           |           |
| 17            | Ú    | Česko               | Stanislav Tecl  | 26  | FK Jablonec          | hostování  | ×           |           |
| 11            | Z    | Chorvatsko          | Marko Alvir     | 23  | NK Domžale           | hostování  | ×           |           |
|               | O    | Česko               | Matěj Chaluš    | 23  | FK Mladá Boleslav    | hostování  | ×           |           |
| 23            | Z    | Bosna a Hercegovina | Jasmin Šćuk     | 27  | Erzurumspor          | hostování  | ×           | slavia.cz |
| 9             | Z    | Turkmenistán        | Ruslan Mingazov | 25  | FK Mladá Boleslav    | hostování  | ×           |           |

| Přechod hostování (přišli z hostování a odešli na jiné) |           |                  |     |                   |            |                    |                                                            |
| Poz.                                                    | Nár.      | Hráč             | Věk | Odkud přišel      | Typ        | Kam odešel         | Zdroj                                                      |
| O                                                       | Česko     | Jan Mikula       | 23  | FC Slovan Liberec | přestup    | FC Slovan Liberec  |                                                            |
| Z                                                       | Slovensko | Jaroslav Mihalík | 22  | KS Cracovia       | přestup    | KS Cracovia        | tk klubu                                                   |
| Ú                                                       | Česko     | Zdeněk Linhart   | 23  | 1. FK Příbram     | hostování+ | SK Sigma Olomouc   | sigmafotbal.cz Archivováno 20. 7. 2020 na Wayback Machine. |
| B                                                       | Česko     | Martin Berkovec  | 28  | Bohemians 1905    | hostování  | MFK Karviná        |                                                            |
| Z                                                       | Česko     | Josef Bazal      | 23  | 1. FK Příbram     | přestup    | FK Viktoria Žižkov |                                                            |
| B                                                       | Česko     | Josef Řehák      | 22  | MFK Vítkovice     | hostování  | FK Viktoria Žižkov |                                                            |
| Ú                                                       | Curaçao   | Gino van Kessel  | 24  | Lechia Gdańsk     | hostování  | Oxford United FC   |                                                            |
| Z                                                       | Ghana     | Emmanuel Antwi   | 21  | SK Sigma Olomouc  | hostování  | 1. FK Příbram      |                                                            |
| O                                                       | Česko     | Libor Holík      | 19  | MFK Karviná       | přestup    | FC Fastav Zlín     | slavia.cz                                                  |

### Změny v kádru v zimním přestupovém období 2017–2018
| Přišli do týmu |      |                     |                 |     |                   |                    |                    |                    |       |
| Číslo          | Poz. | Nár.                | Hráč            | Věk | Odkud přišel      | Do roku            | Typ                | Cena               | Zdroj |
| 9              | Z    | Turkmenistán        | Ruslan Mingazov | 25  | FK Mladá Boleslav | návrat z hostování | návrat z hostování | návrat z hostování |       |
|                | Ú    | Česko               | Stanislav Tecl  | 27  | FK Jablonec       | návrat z hostování | návrat z hostování | návrat z hostování |       |
|                | B    | Slovensko           | Martin Vantruba | 19  | FC Spartak Trnava | 2022               | přestup            | —                  |       |
|                | Ú    | Bosna a Hercegovina | Imad Rondić     | 18  | FK Sarajevo       | 2021               | přestup            | —                  |       |
|                | O    | Česko               | Lukáš Pokorný   | 24  | Montpellier HSC   |                    | přestup            | 800k €             |       |
|                | O    | Česko               | Ondřej Kúdela   | 30  | FC Slovan Liberec |                    | přestup            | 10 mil.Kč          | 2020  |
|                | B    | Česko               | Ondřej Kolář    | 23  | FC Slovan Liberec |                    | přestup            | 25 mil.Kč          | 2021  |

| Odešli z týmu |      |           |                 |     |                             |                             |                             |           |
| Číslo         | Poz. | Nár.      | Hráč            | Věk | Kam odešel                  | Typ                         | Cena                        | Zdroj     |
| 20            | O    | Česko     | Jiří Bílek      | 34  | Konec profesionální kariéry | Konec profesionální kariéry | Konec profesionální kariéry |           |
| 5             | Z    | Turecko   | Halil Altintop  | 35  | 1. FC Kaiserslautern        | přestup                     | -                           | slavia.cz |
| 29            | Z    | Ukrajina  | Ruslan Rotaň    | 36  | FK Dynamo Kyjev             | volný hráč                  | ×                           |           |
| 81            | Z    | Slovensko | Dušan Švento    | 32  | hledá si angažmá            | -                           | -                           |           |
|               | B    | Slovensko | Martin Vantruba | 19  | FC Spartak Trnava           | hostování                   | ×                           | slavia.cz |
| 16            | B    | Česko     | Jan Laštůvka    | 36  | FC Baník Ostrava            |                             | -                           |           |

| Přechod hostování (přišli z hostování a odešli na jiné) |       |                |     |                    |         |               |       |
| Poz.                                                    | Nár.  | Hráč           | Věk | Odkud přišel       | Typ     | Kam odešel    | Zdroj |
| Z                                                       | Ghana | Emmanuel Antwi | 21  | 1. FK Příbram      | přestup | 1. FK Příbram | FAČR  |
| B                                                       | Česko | Josef Řehák    | 23  | FK Viktoria Žižkov | přestup | FC S&B Vlašim | FAČR  |

## Hráčské statistiky

### Střelecká listina
| Poz. | Nár.              | Hráč                   | Góly | HET liga | Liga mistrů UEFA | Evrop. liga UEFA | MOL Cup |
| ---- | ----------------- | ---------------------- | ---- | -------- | ---------------- | ---------------- | ------- |
| Ú    | Česko             | Milan Škoda            | 16   | 13       | 2                | —                | 1       |
| Ú    | Česko             | Tomáš Necid            | 8    | 3        | —                | 2                | 3       |
| Z    | Slovensko         | Miroslav Stoch         | 8    | 6        | —                | —                | 2       |
| Z    | Česko             | Josef Hušbauer         | 6    | 3        | —                | 2                | 1       |
| Ú    | Česko             | Stanislav Tecl±        | 6    | 4        | —                | —                | 2       |
| Ú    | Nizozemsko        | Mick van Buren         | 5    | 5        | —                | —                | —       |
| Z    | Česko             | Jaromír Zmrhal         | 5    | 5        | —                | —                | —       |
| O    | Česko             | Michal Frydrych        | 4    | 1        | —                | —                | 3       |
| Z    | Česko             | Jan Sýkora             | 4    | 3        | —                | —                | 1       |
| O    | Česko             | Tomáš Souček           | 3    | 3        | —                | —                | —       |
| Z    | Turecko           | Halil Altıntop†        | 2    | 1        | —                | —                | 1       |
| Z    | Portugalsko       | Danny                  | 2    | 1        | —                | 1                | —       |
| O    | Kamerun           | Michael Ngadeu-Ngadjui | 2    | 1        | —                | 1                | —       |
| O    | Pobřeží slonoviny | Simon Deli             | 1    | 1        | —                | —                | —       |
| O    | Norsko            | Per-Egil Flo           | 1    | —        | —                | —                | 1       |
| O    | Česko             | Jakub Jugas            | 1    | 1        | —                | —                | —       |
| O    | Ukrajina          | Eduard Sobol           | 1    | 1        | —                | —                | —       |
|      |                   | Vlastní                | 2    | 2        | —                | —                | —       |
|      |                   | Celkem                 | 73   | 50       | 2                | 6                | 15      |

Poslední úprava: konec ročníku.

Vysvětlivky: † = odehrál pouze podzimní část, ± = odehrál pouze jarní část.

### Základní sestava

#### HET Liga
Sestavuje se pouze z utkání HET ligy. Nejdůležitějším faktorem je počet startů v základní sestavě v soutěži. V případě rovnosti počtu duelů, rozhoduje pozdější start v základní sestavě.
| Číslo | Pozice         | N         | Jméno                  | Zápasy |
| ----- | -------------- | --------- | ---------------------- | ------ |
|       | brankář        | Česko     | Jan Laštůvka†          | 15     |
|       | brankář        | Česko     | Ondřej Kolář±          | 15     |
|       | pravý bek      | Česko     | Jan Bořil              | 26     |
|       | stoper         | Česko     | Michal Frydrych        | 18     |
|       | stoper         | Česko     | Jakub Jugas            | 28     |
|       | levý bek       | Ukrajina  | Eduard Sobol           | 17     |
|       | pravé "křídlo" | Slovensko | Miroslav Stoch         | 21     |
|       | def. záložník  | Kamerun   | Michael Ngadeu-Ngadjui | 16     |
|       | def. záložník  | Česko     | Tomáš Souček           | 25     |
|       | záložník       | Česko     | Josef Hušbauer         | 25     |
|       | levé "křídlo"  | Česko     | Jaromír Zmrhal         | 16     |
|       | útočník        | Česko     | Milan Škoda            | 20     |

Poslední úprava: Konec ročníku
Vysvětlivky: † = odehrál pouze podzimní část, ± = odehrál pouze jarní část.

#### Evropské poháry
Sestavuje se pouze z utkání Ligy mistrů UEFA nebo Evropské ligy UEFA. Nejdůležitějším faktorem je počet startů v základní sestavě v soutěži. V případě rovnosti počtu duelů, rozhoduje pozdější start v základní sestavě.
| Číslo | Pozice         | N                 | Jméno                  | Zápasy |
| ----- | -------------- | ----------------- | ---------------------- | ------ |
| 16    | brankář        | Česko             | Jan Laštůvka           | 8      |
| 3     | levý bek       | Ukrajina          | Eduard Sobol           | 6      |
| 4     | stoper         | Česko             | Jakub Jugas            | 10     |
| 19    | stoper         | Pobřeží slonoviny | Simon Deli             | 7      |
| 25    | pravý bek      | Česko             | Michal Frydrych        | 8      |
| 13    | def. záložník  | Kamerun           | Michael Ngadeu-Ngadjui | 7      |
| 22    | def. záložník  | Česko             | Tomáš Souček           | 7      |
| 29    | záložník       | Ukrajina          | Ruslan Rotaň           | 6      |
| 7     | levé "křídlo"  | Portugalsko       | Danny                  | 6      |
| 17    | pravé "křídlo" | Slovensko         | Miroslav Stoch         | 7      |
| 27    | útočník        | Česko             | Tomáš Necid            | 5      |

Poslední úprava: konec ročníku.

## Zápasy v sezoně 2017/18

### Souhrn působení v soutěžích
| Soutěž             | Fáze startu | Momentální pozice/ kolo | Konečná pozice/ kolo | První zápas       | Poslední zápas   |
| ------------------ | ----------- | ----------------------- | -------------------- | ----------------- | ---------------- |
| 1. fotbalová liga  | —           | —                       | 2. místo             | 29. července 2017 | 26. května 2018  |
| MOL Cup            | 3. kolo     | —                       | vítěz                | 20. září 2017     | 9. května 2018   |
| Liga mistrů UEFA   | 3. předkolo | —                       | Play-Off             | 25. července 2017 | 23. srpna 2017   |
| Evropská liga UEFA | Skupina     | —                       | Skupina              | 14. září 2017     | 7. prosince 2017 |

### Letní přípravné zápasy
Zdroj: slavistickenoviny.cz
| Datum                | Soupeř                          | Místo                         | Výsledek | Střelci Slavie                                        |
| -------------------- | ------------------------------- | ----------------------------- | -------- | ----------------------------------------------------- |
| 24/ 06/ 2017         | FK Viktoria Žižkov (II)         | Praha                         | 2-1      | 27' (pen) Rotaň, 75' van Buren                        |
| 28/ 06/ 2017         | SK Dynamo České Budějovice (II) | Benešov                       | 0-0      |                                                       |
| 01/ 07/ 2017         | MŠK Žilina                      | Chomutov                      | 4-0      | 21' Škoda, 41' (pen) van Buren, 67' Rotaň, 84' Trubač |
| 04/ 07/ 2017         | Celtic Glasgow                  | Stadion Eden, Praha           | 0-0      |                                                       |
| Soustředění Rakousko |                                 |                               |          |                                                       |
| 08/ 07/ 2017         | FC Krasnodar                    | Bad Blumau, Štýrsko, Rakousko | 1-1      | 90' Deli                                              |
| 12/ 07/ 2017         | West Bromwich Albion            | Kumberg, Rakousko             | 2-1      | 52' Deli, 77' Frydrych                                |
|                      |                                 |                               |          |                                                       |
| 16/ 07/ 2017         | OGC Nice                        | Stadion Eden, Praha           | 4-1      | 47' (pen), 50' Škoda, 69', 78' van Buren              |
| 19/ 07/ 2017         | FK Slavoj Vyšehrad (III)        | Praha                         | 7-1      | neoficiální utkání ("za zavřenými dveřmi")            |

### Zimní přípravné zápasy
Zdroj: slavia.cz
| Datum             | Soupeř                         | Místo                        | Výsledek | Střelci Slavie                                          |
| ----------------- | ------------------------------ | ---------------------------- | -------- | ------------------------------------------------------- |
| 07-15/ 01/ 2018   | Real Balompédica Linense (III) | Puerto Sotogrande, Španělsko | 2-4      | 24' Necid, 64' Stoch                                    |
| 20/ 01/ 2018      | FK Viktoria Žižkov (II)        | Vyšehrad, Praha              | 5-0      | 3' Jugas, 16' Bořil, 61' Auer, 66', 85' (pen) Stoch     |
| Soustředění Dubaj |                                |                              |          |                                                         |
| 25/ 01/ 2018      | Zenit Petrohrad                | Dubaj                        | 1-5      | 62' Škoda                                               |
| 29/ 01/ 2018      | Brøndby IF                     | Dubaj                        | 2-2      | 25' (vl) Hermannsson, 89' Zmrhal                        |
| 31/ 01/ 2018      | Kuang-čou Evergrande           | Dubaj                        | 5-1      | 1' Bořil, 43' Zmrhal, 45' Bořil, 51' Necid, 60' Souček, |
| 03/ 02/ 2018      | FK Šachtar Doněck              | Dubaj                        | 2-3      | 17' Stoch, 52' Škoda                                    |
|                   |                                |                              |          |                                                         |
| 10/ 02/ 2018      | FC Baník Ostrava               | Vítkovice                    | 3-2      | , Škoda, Ngadeu-Ngadjui                                 |

### HET liga
Hlavní článek: HET liga 2017/18

#### Ligová tabulka
| Poř. | Tým               | Z  | V  | R  | P | VG | OG | B  |
| ---- | ----------------- | -- | -- | -- | - | -- | -- | -- |
| 1.   | FC Viktoria Plzeň | 30 | 20 | 6  | 4 | 55 | 23 | 66 |
| 2.   | SK Slavia Praha   | 30 | 17 | 8  | 5 | 50 | 19 | 59 |
| 3.   | FK Jablonec       | 30 | 16 | 8  | 6 | 49 | 27 | 56 |
| 4.   | SK Sigma Olomouc  | 30 | 15 | 10 | 5 | 41 | 22 | 55 |
| 5.   | AC Sparta Praha   | 30 | 14 | 11 | 5 | 43 | 25 | 53 |

Vysvětlivky: Z = Zápasy; V = Výhry; R = Remízy; P = Prohry; VG = Vstřelené góly; OG = Obdržené góly; B = Body.
|  | Postup do Ligy mistrů UEFA 2018/19                                        |
|  | Postup do 3. předkola (nemistrovská kvalifikace) Ligy mistrů UEFA 2018/19 |
|  | Postup do Evropské ligy UEFA 2018/19                                      |
|  | Postup do předkola Evropské ligy UEFA 2018/19                             |

| Celkem | Celkem | Celkem | Celkem | Celkem | Celkem | Celkem | Celkem | Doma | Doma | Doma | Doma | Doma | Doma | Venku | Venku | Venku | Venku | Venku | Venku |
| Z      | V      | R      | P      | VG     | OG     | GR     | Body   | V    | R    | P    | VG   | OG   | Body | V     | R     | P     | VG    | OG    | Body  |
| ------ | ------ | ------ | ------ | ------ | ------ | ------ | ------ | ---- | ---- | ---- | ---- | ---- | ---- | ----- | ----- | ----- | ----- | ----- | ----- |
| 30     | 17     | 8      | 5      | 50     | 19     | +31    | 59     | 11   | 1    | 3    | 30   | 11   | 34   | 6     | 7     | 2     | 20    | 8     | 25    |

Poslední úprava: konec ročníku.

#### Kolo po kole
| Kolo     | 1 | 2 | 3 | 4 | 5 | 6 | 7 | 8 | 9 | 10 | 11 | 12 | 13 | 14 | 15 | 16 | 17 | 18 | 19 | 20 | 21 | 22 | 23 | 24 | 25 | 26 | 27 | 28 | 29 | 30 |
| -------- | - | - | - | - | - | - | - | - | - | -- | -- | -- | -- | -- | -- | -- | -- | -- | -- | -- | -- | -- | -- | -- | -- | -- | -- | -- | -- | -- |
| Hřiště   | D | V | D | V | D | V | D | V | D | V  | D  | V  | V  | D  | V  | D  | V  | D  | V  | D  | V  | D  | V  | D  | V  | D  | D  | V  | D  | V  |
| Výsledek | V | R | V | R | V | R | V | R | V | V  | P  | V  | P  | V  | R  | V  | P  | V  | V  | V  | R  | P  | V  | V  | R  | R  | V  | V  | P  | V  |
| Pozice   | 6 | 6 | 2 | 3 | 2 | 2 | 2 | 3 | 3 | 2  | 2  | 2  | 3  | 3  | 3  | 2  | 3  | 2  | 2  | 2  | 2  | 2  | 2  | 2  | 2  | 2  | 2  | 2  | 2  | 2  |

Poslední úprava: konec ročníku.

Hřiště: D = Domácí; V = Venkovní. Výsledek: V = Výhra; P = Prohra; R = Remíza

#### Podzimní část
| 1. kolo 29. července 2017 | SK Slavia Praha         | 1 – 0 | FK Teplice | Eden Aréna, Praha             |  |
| 20:00 SELČ | Halil Altintop 9' (pen) |       |            | Diváci: 11.097 Rozhodčí: Orel |  |
| Poznámky: Sestava: Laštůvka – Frydrych, Bílek (C), Jugas, Bořil – Souček, Altintop (71. Hušbauer), Ščuk (80. Ngadeu) – Mingazov (59. Van Buren), Mešanović, Zmrhal |                         |       |            |                               |  |

| 2. kolo 6. srpna 2017 | FC Baník Ostrava | 0 – 0 | SK Slavia Praha | Městský stadion v Ostravě-Vítkovicích, Ostrava |  |
| 18:00 SELČ |                  |       |                 | Diváci: 13.056 Rozhodčí: Příhoda               |  |
| Poznámky: Sestava: Laštůvka – Frydrych (C), Jugas, Deli, Bořil – Souček – Danny, Altintop (78. van Buren), Rotaň, Zmrhal (46. Švento) – Mešanovič (64. Škoda) |                  |       |                 |                                                |  |

| 3. kolo 11. srpna 2017 | SK Slavia Praha                   | 2 – 0 | FC Vysočina Jihlava | Eden Aréna, Praha                |  |
| 18:00 SELČ | Josef Hušbauer 6' (pen) Danny 18' |       |                     | Diváci: 10.112 Rozhodčí: Nenadál |  |
| Poznámky: Sestava: Laštůvka – Bořil (46. Frydrych), Jugas, Deli (60. Souček), Sobol – Ngadeu – van Buren (86. Švento), Hušbauer, Rotaň, Danny – Škoda (C) |                                   |       |                     |                                  |  |

| 4. kolo 19. srpna 2017 | Bohemians Praha 1905 | 0 – 0 | SK Slavia Praha | Ďolíček, Praha                 |  |
| 18:00 SELČ |                      |       |                 | Diváci: 4.812 Rozhodčí: Proske |  |
| Poznámky: Sestava: Laštůvka – Bořil, Jugas, Ngadeu, Sobol – Sýkora (59.Stoch), Souček, Altintop, Hromada (64. Hušbauer), Zmrhal (C) – Mešanovič (77. Škoda) |                      |       |                 |                                |  |

| 5. kolo 26. srpna 2017 | SK Slavia Praha                                                                | 4 – 0 | FK Mladá Boleslav | Eden Aréna, Praha               |  |
| 16:30 SELČ | Mick van Buren 14' Mick van Buren 41' Tomáš Přikryl 76' (vl.) Eduard Sobol 82' |       |                   | Diváci: 10.911 Rozhodčí: Franěk |  |
| Poznámky: Sestava: Laštůvka – Frydrych, Jugas, Ngadeu, Bořil – Souček – Danny (63. Sýkora), Hušbauer (C) (79. Altintop), Rotaň, Zmrhal (72. Sobol) – van Buren |                                                                                |       |                   |                                 |  |

| 6. kolo 9. září 2017 | SK Sigma Olomouc   | 1 – 1 | SK Slavia Praha | Andrův stadion, Olomouc        |  |
| 18:00 SELČ | Václav Jemelka 40' |       | 9' Milan Škoda  | Diváci: 9.171 Rozhodčí: Hrubeš |  |
| Poznámky: Sestava: Laštůvka - Frydrych, Jugas, Ngadeu, Bořil - Souček - Van Buren (81. Sobol), Altintop (69. Necid), Hušbauer, Stoch (60. Zmrhal) - Škoda (C) |                    |       |                 |                                |  |

| 7. kolo 17. září 2017 | SK Slavia Praha                    | 2 – 0 | AC Sparta Praha | Eden Aréna, Praha              |  |
| 18:00 SELČ | Milan Škoda 71' Josef Hušbauer 90' |       | 84' Costa       | Diváci: 19.084 Rozhodčí: Jílek |  |
| Poznámky: Sestava: Laštůvka – Bořil, Jugas, Deli, Sobol – Ngadeu, Rotaň (90. Souček) – Van Buren (71. Zmrhal), Hušbauer, Stoch – Škoda (C) (85. Necid) |                                    |       |                 |                                |  |

| 8. kolo 23. září 2017 | FC Fastav Zlín                | 1 – 1 | SK Slavia Praha | Letná, Zlín                      |  |
| 17:00 SELČ | Vukadin Vukadinović 84' (pen) |       | 74' Milan Škoda | Diváci: 5.564 Rozhodčí: Královec |  |
| Poznámky: Sestava: Laštůvka – Bořil, Jugas, Frydrych, Sobol – Souček – van Buren (73. Necid), Hušbauer (61. Zmrhal), Rotaň, Stoch – Škoda |                               |       |                 |                                  |  |

| 9. kolo 30. září 2017 | SK Slavia Praha                 | 2 – 0 | FC Zbrojovka Brno | Eden Aréna, Praha                |  |
| 18:00 SELČ | Tomáš Necid 44' Tomáš Necid 74' |       |                   | Diváci: 11.467 Rozhodčí: Nenadál |  |
| Poznámky: Sestava: Laštůvka – Bořil, Jugas, Deli, Sobol – Sýkora (61. Stoch), Hušbauer, Altintop (71. van Buren), Ngadeu, Danny (82. Souček) – Necid |                                 |       |                   |                                  |  |

| 10. kolo 14. října 2017 | MFK Karviná | 0 – 2 | SK Slavia Praha                    | Městský stadion Karviná, Karviná |  |
| 20:00 SELČ |             |       | 19' Milan Škoda 58' Mick van Buren | Diváci: 4.586 Rozhodčí: Zelinka  |  |
| Poznámky: Sestava: Kovář – Bořil, Jugas, Deli (82. Frydrych), Sobol – Souček – van Buren, Hušbauer, Rotaň (73. Hromada), Stoch (77. Danny) – Škoda |             |       |                                    |                                  |  |

| 11. kolo 22. října 2017 | SK Slavia Praha       | 1 – 2 | FC Slovan Liberec                          | Eden Aréna, Praha                 |  |
| 18:00 SELČ | Tomáš Necid 90' (pen) |       | 36' Roman Potočný 73' (pen) Miloš Bosančić | Diváci: 14.067 Rozhodčí: Pechanec |  |
| Poznámky: Sestava: Laštůvka – Bořil, Frydrych, Jugas, Sobol – Souček, Hušbauer – Sýkora (59. Danny), van Buren (73. Necid), Stoch (80. Zmrhal) – Škoda (C) |                       |       |                                            |                                   |  |

| 12. kolo 29. října 2017 | 1. FC Slovácko | 0 – 3 | SK Slavia Praha                                           | Stadion Miroslava Valenty, Uherské Hradiště |  |
| 15:45 SEČ |                |       | 14' Tomáš Souček 31' (pen) Milan Škoda 46' Mick van Buren | Diváci: 4.365 Rozhodčí: Julínek             |  |
| Poznámky: Sestava: Laštůvka – Bořil, Jugas, Frydrych, Sobol – Souček, Hromada – van Buren (84. Necid), Hušbauer (46. Sýkora), Danny (67. Zmrhal) – Škoda (C) |                |       |                                                           |                                             |  |

| 13. kolo 5. listopadu 2017 | FC Viktoria Plzeň | 1 – 0 | SK Slavia Praha | Doosan Arena, Plzeň              |  |
| 18:00 SEČ | Daniel Kolář 79'  |       |                 | Diváci: 11.640 Rozhodčí: Příhoda |  |
| Poznámky: Sestava: Laštůvka – Bořil, Jugas, Deli, Sobol – Ngadeu, Rotaň (71. Stoch) – Van Buren (80. Necid), Hušbauer, Zmrhal (60. Sýkora) – Škoda (C) |                   |       |                 |                                  |  |

| 14. kolo 18. listopadu 2017 | SK Slavia Praha                                                                       | 5 – 0 | FK Dukla Praha | Eden Aréna, Praha                 |  |
| 18:00 SEČ | Milan Škoda 9' Milan Škoda 32' Jaromír Zmrhal 55' Jaromír Zmrhal 65' Tomáš Souček 82' |       |                | Diváci: 10.505 Rozhodčí: Královec |  |
| Poznámky: Sestava: Laštůvka – Frydrych, Jugas, Ngadeu, Sobol – Souček – Zmrhal (81. Altintop), Hušbauer, Danny (66. Sýkora), Stoch – Škoda (C) (71. Necid) |                                                                                       |       |                |                                   |  |

| 15. kolo 27. listopadu 2017 | FK Jablonec        | 1 – 1 | SK Slavia Praha    | Stadion Střelnice, Jablonec   |  |
| 17:30 SEČ | Ondřej Mihálik 65' |       | 32' Jaromír Zmrhal | Diváci: 3.038 Rozhodčí: Marek |  |
| Poznámky: Sestava: Laštůvka – Bořil, Jugas, Ngadeu, Sobol – Hušbauer, Souček (88. Necid) – Zmrhal, Danny (65. Hromada), Stoch (68. van Buren) – Škoda (C) |                    |       |                    |                               |  |

| 16. kolo 1. prosince 2017 | SK Slavia Praha                     | 2 – 1 | FC Baník Ostrava         | Eden Aréna, Praha              |  |
| 19:30 SEČ | Milan Škoda 24' Michal Frydrych 28' |       | 8' (vl.) Michal Frydrych | Diváci: 11.087 Rozhodčí: Jílek |  |
| Poznámky: Sestava: Laštůvka – Frydrych, Jugas, Ngadeu, Sobol – Hušbauer (68. Sýkora), Souček – Zmrhal (63. van Buren), Danny, Stoch (89. Altintop) – Škoda (C) |                                     |       |                          |                                |  |

#### Jarní část
| 17. kolo 17. února 2018 | FC Vysočina Jihlava | 1 – 0 | SK Slavia Praha | Stadion v Jiráskově ulici, Jihlava |  |
| 16:30 SEČ | Pavel Dvořák 10'    |       |                 | Diváci: 3.789 Rozhodčí: Pechanec   |  |
| Poznámky: Sestava: Kolář – Frydrych (73. Danny), Kúdela, Deli, Sýkora – Mingazov (46. Stoch), Hušbauer (78. Necid), Ngadeu, Bucha, Zmrhal – Škoda (C) |                     |       |                 |                                    |  |

| 18. kolo 25. února 2018 | SK Slavia Praha     | 1 – 0 | Bohemians Praha 1905 | Eden Aréna, Praha              |  |
| 18:00 SEČ | Josef Hušbauer 45+' |       |                      | Diváci: 9.648 Rozhodčí: Proske |  |
| Poznámky: Sestava: Kolář – Jugas, Kúdela, Pokorný, Sýkora (77. Sobol) – Stoch, Hromada (88. Ngadeu), Souček, Hušbauer, Zmrhal – Škoda (C) (79. Necid) |                     |       |                      |                                |  |

| 19. kolo 3. března 2018 | FK Mladá Boleslav | 0 – 3 | SK Slavia Praha                                          | Městský stadion Mladá Boleslav    |  |
| 18:00 SEČ |                   |       | 40' Jaromír Zmrhal 66' (pen) Milan Škoda 73' Milan Škoda | Diváci: 3.202 Rozhodčí: Ardeleanu |  |
| Poznámky: Sestava: Kolář – Bořil, Kúdela, Pokorný, Sobol – Souček – Stoch, Danny (88. Necid), Hromada, Zmrhal (90. Bucha) – Škoda (C) (85. Tecl) |                   |       |                                                          |                                   |  |

| 20. kolo 11. března 2018 | SK Slavia Praha                                       | 3 – 1 | SK Sigma Olomouc | Eden Aréna, Praha             |  |
| 15:00 SEČ | Milan Škoda 74' Stanislav Tecl 81' Mick van Buren 84' |       | 57' Martin Hála  | Diváci: 14.117 Rozhodčí: Orel |  |
| Poznámky: Sestava: Kolář – Frydrych, Jugas, Deli, Bořil – Souček – Stoch, Hušbauer, Danny (70. Tecl), Sobol (59. van Buren) – Škoda (C) (87. Bucha) |                                                       |       |                  |                               |  |

| 21. kolo 17. března 2018 | AC Sparta Praha                                                   | 3 – 3 | SK Slavia Praha                                     | Generali Arena, Praha             |  |
| 17:30 SEČ | Ondřej Kolář 12' (vl.) Tomáš Souček 31' (vl.) Nicolae Stanciu 44' |       | 70' Miroslav Stoch 83' Simon Deli 90+3' Milan Škoda | Diváci: 17.034 Rozhodčí: Královec |  |
| Poznámky: Sestava: Kolář – Frydrych (46. Hromada), Jugas, Deli, Bořil – Souček – Stoch, Hušbauer, Danny (46. Van Buren, 74. Tecl), Sobol – Škoda (C) |                                                                   |       |                                                     |                                   |  |

| 22. kolo 31. března 2018 | SK Slavia Praha | 1 – 2 | FC Fastav Zlín                   | Eden Aréna, Praha               |  |
| 18:00 SEČ | Milan Škoda 28' |       | 7' Daniel Holzer 90' Ubong Ekpai | Diváci: 13.477 Rozhodčí: Hrubeš |  |
| Poznámky: Sestava: Kolář – Bořil, Jugas, Pokorný, Sýkora (61. Tecl) – Kúdela, Souček – Mingazov (46. Bucha), Hušbauer, Stoch (84. Necid) – Škoda (C) |                 |       |                                  |                                 |  |

| 23. kolo 7. dubna 2018 | FC Zbrojovka Brno | 0 – 1 | SK Slavia Praha    | Stadion Srbská, Brno           |  |
| 13:00 SELČ |                   |       | 71' Stanislav Tecl | Diváci: 5.546 Rozhodčí: Proske |  |
| Poznámky: Sestava: Kolář – Frydrych, Jugas, Ngadeu, Sobol – Souček, Hromada (55. Tecl) – Bořil, Hušbauer, Stoch (83. Necid) – Škoda (C) (81. Danny) |                   |       |                    |                                |  |

| 24. kolo 13. dubna 2018 | SK Slavia Praha                                       | 3 – 2 | MFK Karviná                        | Eden Aréna, Praha               |  |
| 18:00 SELČ | Miroslav Stoch 29' Miroslav Stoch 59' Jakub Jugas 29' |       | 14' Jan Kalabiška 86' Tomáš Wágner | Diváci: 9.623 Rozhodčí: Zelinka |  |
| Poznámky: Sestava: Kolář – Frydrych, Jugas, Kúdela, Sobol – Souček – Stoch, Hromada (90. Sýkora), Hušbauer (79. Danny), Bořil – Škoda (C) (44. Tecl) |                                                       |       |                                    |                                 |  |

| 25. kolo 21. dubna 2018 | FC Slovan Liberec | 0 – 0 | SK Slavia Praha | Stadion U Nisy, Liberec         |  |
| 18:00 SELČ |                   |       |                 | Diváci: 9.290 Rozhodčí: Příhoda |  |
| Poznámky: Sestava: Kolář – Bořil, Jugas, Ngadeu (73. Kúdela), Flo – Souček (C) – Stoch, Hromada (82. Škoda), Hušbauer (49. Danny), Sýkora – Tecl |                   |       |                 |                                 |  |

| 26. kolo 28. dubna 2018 | SK Slavia Praha | 0 – 0 | 1. FC Slovácko | Eden Aréna, Praha                |  |
| 18:30 SELČ |                 |       |                | Diváci: 13.118 Rozhodčí: Julínek |  |
| Poznámky: Sestava: Kolář – Bořil, Jugas, Deli (31. Ngadeu), Flo – Souček – Stoch, Danny, Bucha (63. Hušbauer), Zmrhal (C) (68. Škoda) – Necid |                 |       |                |                                  |  |

| 27. kolo 5. května 2018 | SK Slavia Praha                           | 2 – 0 | FC Viktoria Plzeň | Eden Aréna, Praha               |  |
| 18:30 SELČ | Radim Řezník 16' (vl.) Stanislav Tecl 58' |       |                   | Diváci: 15.674 Rozhodčí: Franěk |  |
| Poznámky: Sestava: Frydrych, Jugas, Ngadeu, Bořil - Hromada (80. Danny) - Stoch, Hušbauer, Sýkora, Zmrhal (C) (87. Kúdela) - Tecl (76. Škoda) |                                           |       |                   |                                 |  |

| 28. kolo 14. května 2018 | FK Dukla Praha | 0 – 2 | SK Slavia Praha                    | Juliska, Praha                    |  |
| 18:00 SELČ |                |       | 10' Jan Sýkora 90+' Miroslav Stoch | Diváci: 7.324 Rozhodčí: Ardeleanu |  |
| Poznámky: Sestava: Kolář - Frydrych, Jugas, Ngadeu, Bořil - Souček - Stoch, Hušbauer, Sýkora (79. Danny), Zmrhal (C) (90. Hromada) - Tecl (56. Škoda) |                |       |                                    |                                   |  |

| 29. kolo 19. května 2018 | SK Slavia Praha | 1 – 3 | FK Jablonec                                              | Eden Aréna, Praha                 |  |
| SELČ | Jan Sýkora 83'  |       | 13' Jakub Považanec 19' Jan Chramosta 30' Michal Trávník | Diváci: 12.473 Rozhodčí: Královec |  |
| Poznámky: Sestava: Kolář – Frydrych, Jugas, Ngadeu, Bořil – Souček – Stoch, Hušbauer (74. Hromada), Sýkora, Zmrhal (C) (46. Škoda) – Tecl (46. Danny) |                 |       |                                                          |                                   |  |

| 30. kolo 26. května 2018 | FK Teplice | 0 – 3 | SK Slavia Praha                                                | Stadion Na Stínadlech, Teplice |  |
| 16:00 SELČ |            |       | 41' Michael Ngadeu-Ngadjui 51' Tomáš Souček 69' Jaromír Zmrhal | Diváci: 6.805 Rozhodčí: Hrubeš |  |
| Poznámky: Sestava: Kolář (88. Kovář) – Frydrych, Jugas, Ngadeu, Bořil – Souček – Stoch, Hušbauer, Sýkora (52. Hromada), Zmrhal (74. Tecl) – Škoda (C) |            |       |                                                                |                                |  |

### Liga mistrů UEFA
Hlavní článek: Liga mistrů UEFA 2017/18

#### Předkola
| 3. předkolo 25. července 2017 | SK Slavia Praha       | 1 – 0 | BATE Borisov | Eden Aréna, Praha                        |  |
| 19:00 SELČ | Milan Škoda 20' (pen) |       |              | Diváci: 18 147 Rozhodčí: Bastian Dankert |  |
| Poznámky: Sestava: Laštůvka – Frydrych, Jugas, Deli, Bořil – Ngadeu – van Buren, Rotaň (66. Mešanovič), Hušbauer, Danny (75. Mingazov) – Škoda (C) |                       |       |              |                                          |  |

| 3. předkolo odveta 2. srpna 2017 | BATE Borisov                          | 2 – 1 | SK Slavia Praha * | Barysaŭ, Bělorusko                      |  |
| 19:00 SELČ | Mikalaj Signěvič 5' Ihar Stasevič 46' |       | 44' Milan Škoda   | Diváci: 12 436 Rozhodčí: Pol van Boekel |  |
| Poznámky: Sestava: Laštůvka – Frydrych, Jugas, Deli, Bořil – Ngadeu – van Buren (61. Zmrhal), Rotaň, Hušbauer (85. Souček), Danny (70. Švento) – Škoda (C) |                                       |       |                   |                                         |  |

| Play-off 15. srpna 2017 | APOEL FC                                 | 2 – 0 | SK Slavia Praha | GSP Stadium, Nikósie, Kypr                   |  |
| 20:45 SELČ | Igor De Camargo 2' Stathis Aloneftis 10' |       |                 | Diváci: 13 073 Rozhodčí: Antonio Mateu Lahoz |  |
| Poznámky: Sestava: Laštůvka – Frydrych, Jugas, Ngadeu, Bořil – Souček – van Buren (46. Zmrhal), Hušbauer, Rotaň (72. Mešanovič), Stoch (79. Sýkora) – Škoda (C) |                                          |       |                 |                                              |  |

| Play-off odveta 23. srpna 2017 | SK Slavia Praha | 0 – 0 | APOEL FC | Eden Aréna, Praha                      |  |
| 20:45 SELČ |                 |       |          | Diváci: 18 844 Rozhodčí: Milorad Mažić |  |
| Poznámky: Sestava: Laštůvka – Frydrych, Jugas, Ngadeu, Bořil – Souček – Stoch (46. Zmrhal), Hušbauer (C), Rotaň (60. Mešanovič), Danny (71. Sýkora) – van Buren |                 |       |          |                                        |  |

### Evropská liga UEFA
Hlavní článek: Evropská liga UEFA 2017/18

#### Skupina A
| Poř. | Tým                 | Z | V | R | P | VG | OG | B  |
| ---- | ------------------- | - | - | - | - | -- | -- | -- |
| 1.   | Villarreal CF       | 6 | 3 | 2 | 1 | 10 | 6  | 11 |
| 2.   | FC Astana           | 6 | 3 | 1 | 1 | 10 | 7  | 10 |
| 3.   | SK Slavia Praha     | 6 | 2 | 2 | 2 | 6  | 6  | 8  |
| 4.   | Maccabi Tel Aviv FC | 6 | 1 | 1 | 4 | 1  | 8  | 4  |

Poslední úprava: 1. ledna 2018.

Vysvětlivky: Z = Zápasy; V = Výhry; R = Remízy; P = Prohry; VG = Vstřelené góly; OG = Obdržené góly; B = Body.

#### Základní skupina
| 1. hrací den 14. září 2017 | SK Slavia Praha | 1 – 0 | Maccabi Tel Aviv FC | Eden Aréna, Praha                      |  |
| 19:00 SEČ | Tomáš Necid 12' |       |                     | Diváci: 13 035 Rozhodčí: Schörgenhofer |  |
| Poznámky: Sestava: Kovář – Frydrych, Jugas, Deli, Sobol – Souček, Hromada (80. Ngadeu) – Sýkora (63. Hušbauer), Stoch, Zmrhal (C) (66. Van Buren) – Necid |                 |       |                     |                                        |  |

| 2. hrací den 28. září 2017 | FC Astana         | 1 – 1 | SK Slavia Praha            | Astana Arena, Astana           |  |
| 21:05 SEČ | Marin Tomasov 42' |       | Michael Ngadeu Ngadjui 12' | Diváci: 8 000 Rozhodčí: Ekberg |  |
| Poznámky: Sestava: Kovář – Bořil, Jugas, Deli, Sobol – Ngadeu, Rotaň – Sýkora (87. van Buren), Stoch, Zmrhal (C) (62. Hromada) – Necid (72. Škoda) |                   |       |                            |                                |  |

| 3. hrací den 19. října 2017 | Villarreal CF                       | 2 – 2 | SK Slavia Praha           | Estadio El Madrigal, Villarreal |  |
| 19:00 SEČ | Manu Trigueros 41' Carlos Bacca 43' |       | Tomáš Necid 17' Danny 29' | Diváci: 15 634 Rozhodčí: Moen   |  |
| Poznámky: Sestava: Laštůvka – Frydrych, Jugas, Deli (46.Bořil), Sobol – Souček, Hromada – Sýkora (84. Stoch), Danny, Zmrhal (69. van Buren) – Necid |                                     |       |                           |                                 |  |

| 4. hrací den 2. listopadu 2017 | SK Slavia Praha | 0 – 2 | Villarreal CF                         | Eden Aréna, Praha               |  |
| 19:00 SEČ |                 |       | 15' Carlos Bacca 89' (vl.) Simon Deli | Diváci: 18.403 Rozhodčí: Madden |  |
| Poznámky: Sestava: Laštůvka – Bořil, Jugas, Deli, Sobol – Hromada (46. Ngadeu), Souček – Sýkora (79. Škoda), Danny (C) (63. van Buren), Stoch – Necid |                 |       |                                       |                                 |  |

| 5. hrací den 23. listopadu 2017 | Maccabi Tel Aviv FC | 0 – 2 | SK Slavia Praha                       | Bloomfield Stadium, Tel Aviv   |  |
| 21:05 SEČ |                     |       | 45' Josef Hušbauer 54' Josef Hušbauer | Diváci: 6.000 Rozhodčí: Kovács |  |
| Poznámky: Sestava: Laštůvka – Frydrych, Deli, Jugas, Sobol – Ngadeu, Souček – Stoch (79. Van Buren), Hušbauer (C) (88. Danny), Zmrhal – Necid (69. Škoda) |                     |       |                                       |                                |  |

| 6. hrací den 7. prosince 2017 | SK Slavia Praha | 0 – 1 | FC Astana        | Eden Aréna, Praha              |  |
| 19:00 SEČ |                 |       | 38' Marin Aničič | Diváci: 14.198 Rozhodčí: Massa |  |
| Poznámky: Sestava: Laštůvka – Frydrych, Jugas, Ngadeu, Sobol – Souček, Rotaň (68. van Buren) – Zmrhal (76. Stoch), Danny, Stoch – Škoda (C) (17. Necid) |                 |       |                  |                                |  |

### MOL Cup
Hlavní článek: MOL Cup 2017/18
| 3. kolo 20. září 2017 | SK Slavia Praha                                                                            | 5 – 1 | FK Fotbal Třinec    | Eden Aréna, Praha              |  |
| SEČ | Tomáš Necid 71' Halil Altintop 49' Michal Frydrych 53' Jan Sýkora 60' Tomáš Necid 90' (+1) |       | 45' (+1) Petr Hošek | Diváci: 3 968 Rozhodčí: Ginzel |  |
| Poznámky: Sestava: Kovář – Bořil (73. van Buren), Bílek (C), Frydrych, Flo – Sýkora, Hromada (46. Stoch), Souček, Zmrhal – Mešanović (32. Altintop), Necid. |                                                                                            |       |                     |                                |  |

| 4. kolo 25. října 2017 | FC Vysočina Jihlava | 1 – 3 | SK Slavia Praha                                      | Stadion v Jiráskově ulici, Jihlava |  |
| 18:00 SEČ | Martin Nový 21'     |       | 52' Michal Frydrych 56' Tomáš Necid 59' Per Egil Flo | Diváci: 2.348 Rozhodčí: Houdek     |  |
| Poznámky: Sestava: Kovář – Frydrych, Bílek (K), Jugas, Flo – Hromada, Rotaň – Stoch (46. van Buren), Danny (77. Altintop), Zmrhal – Necid (88. Škoda) |                     |       |                                                      |                                    |  |

| čtvrtfinále 7. března 2018 | SK Slavia Praha                           | 2 – 0 | FC Slovan Liberec | Eden Aréna, Praha             |  |
| 17:00 SEČ | Milan Škoda 25' (pen) Michal Frydrych 35' |       |                   | Diváci: 4.997 Rozhodčí: Berka |  |
| Poznámky: Sestava: Kolář - Frydrych, Jugas, Pokorný (82. Deli), Bořil - Stoch, Souček, Hušbauer, Hromada (45. Danny), Sobol - Škoda (71. Necid) |                                           |       |                   |                               |  |

| semifinále 17. dubna 2018 | SK Slavia Praha                       | 2 – 0 | FK Mladá Boleslav | Eden Aréna, Praha             |  |
| 20:00 SELČ | Josef Hušbauer 48' Miroslav Stoch 55' |       |                   | Diváci: 7.326 Rozhodčí: Marek |  |
| Poznámky: Sestava: Kolář – Bořil, Jugas, Ngadeu, Flo – Souček – Stoch, Hromada (83. Danny), Hušbauer, Sýkora (74. Tecl) – Necid (90. Sobol) |                                       |       |                   |                               |  |

| finále 9. května 2018 | SK Slavia Praha                                          | 3 – 1 | FK Jablonec       | Městský stadion Mladá Boleslav  |  |
| 20:15 SELČ | Stanislav Tecl 14' Stanislav Tecl 39' Miroslav Stoch 89' |       | 34' Luděk Pernica | Diváci: 4.625 Rozhodčí: Zelinka |  |
| Poznámky: Sestava: Kolář – Frydrych (90. Kúdela), Jugas, Ngadeu, Bořil – Souček – Stoch (90. Danny), Hušbauer, Sýkora, Zmrhal (C) – Tecl (81. Škoda) |                                                          |       |                   |                                 |  |

## Ostatní týmy SK Slavia
zdroj: FAČR
| Tým                             | Soutěž                         | Umístění       |
| Mužské soutěže                  | Mužské soutěže                 | Mužské soutěže |
| ------------------------------- | ------------------------------ | -------------- |
| Juniorský tým (U21)             | Juniorská liga                 | 13. místo      |
| SK Slavia Praha U19             | I.Celostátní liga U19          | 6. místo       |
| SK Slavia Praha U18             | Česká liga dorostu U19 A       | 1. místo       |
| SK Slavia Praha U17             | I.Celostátní liga U17          | 1. místo       |
| SK Slavia Praha U16             | Česká liga dorostu U17 A       | 1. místo       |
| SK Slavia Praha U15             | Česká liga žáků U15 A          | 1. místo       |
| SK Slavia Praha U14             | Česká liga žáků U14 A          | 1. místo       |
| SK Slavia Praha U13             | Česká liga žáků U13 B          | 2. místo       |
| SK Slavia Praha U12             | Česká liga žáků U12 B          | 2. místo       |
| Ženské soutěže                  |                                |                |
| SK Slavia Praha – ženy          | 1. liga žen                    | 2. místo       |
| SK Slavia Praha – ženy          | Pohár KFŽ                      | semifinále     |
| Juniorský tým                   | 1. liga dorostenek             | 3. místo       |
| SK Slavia Praha – starší žákyně | 1. liga starších žákyň – Čechy | 2. místo       |
| SK Slavia Praha – mladší žákyně | 1. liga mladších žákyň – Čechy | 4. místo       |